# Иодид индия(II)
Иодид индия(II) — неорганическое соединение, соль металла индия и иодистоводородной кислоты с формулой InI2, бесцветные кристаллы, реагирует с водой.

## Получение
- Действие иода на металлический индий:

{\displaystyle {\mathsf {In+I_{2}\ {\xrightarrow {T}}\ InI_{2}}}}

## Физические свойства
Иодид индия(II) образует бесцветные кристаллы.
Молекулы димерны и имеют строение In[InI4].